# نادي غيلفورد سيتي
نادي غيلفورد سيتي هو نادي كرة قدم بريطاني أٌسس عام 1996. يلعب النادي في الدوري الجنوبي الممتاز.